# غابرييل
غابرييل (بالإنجليزية: Gabrielle)‏ هي مغنية بريطانية، ولدت في 19 يوليو 1969 في حي هكني في لندن في المملكة المتحدة.

## وصلات خارجية
- الموقع الرسمي
- غابرييل على موقع IMDb (الإنجليزية)
- غابرييل على موقع ميوزك برينز (الإنجليزية)
- غابرييل على موقع أول ميوزيك (الإنجليزية)
- غابرييل على موقع ديسكوغز (الإنجليزية)
- غابرييل على موقع ديسكوغز (الإنجليزية)
- غابرييل على موقع قاعدة بيانات الفيلم (الإنجليزية)